# Das Ladenschild des Kunsthändlers Gersaint

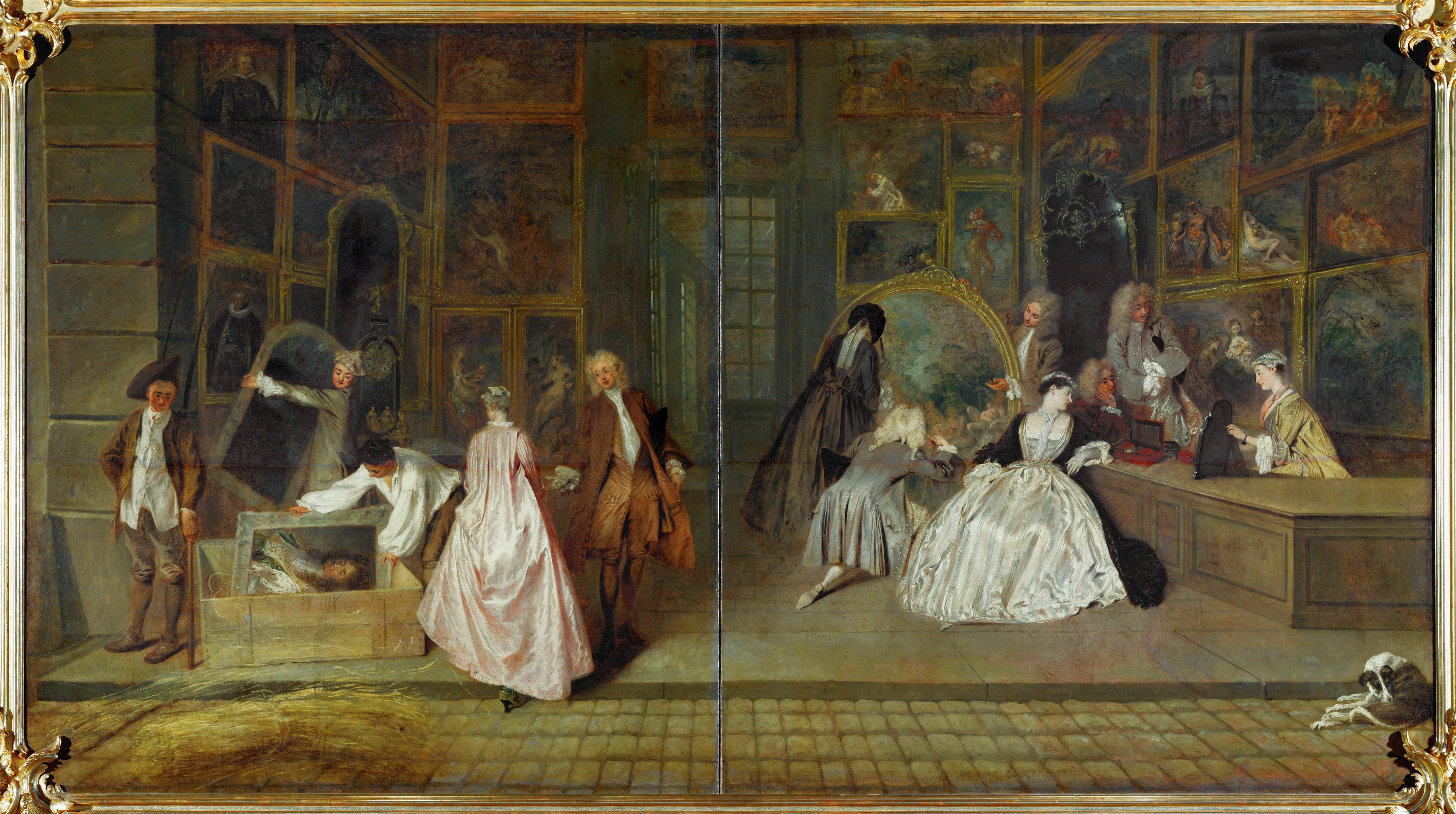
Antoine Watteau: Das Ladenschild des Kunsthändlers Gersaint

Das Ladenschild des Kunsthändlers Gersaint (französisch L’Enseigne de Gersaint) ist ein Gemälde des französischen Malers Antoine Watteau. Das 163 × 308 cm große Bild entstand 1720/21. Es ist heute im Schloss Charlottenburg in Berlin zu besichtigen.

## Hintergrund
Wenige Monate vor seinem Tod im Jahr 1721 malte Antoine Watteau in nur acht Tagen von den Ausmaßen her sein größtes Gemälde, Das Ladenschild des Kunsthändlers Edme Gersaint. Eine Ladenreklame – normalerweise eine Aufgabe für Dekorationsmaler – ist das Hauptwerk eines Künstlers, der 1717 Mitglied der ehrwürdigen Pariser Akademie geworden war. Das Bild war zwar für jedermann sichtbar, zugleich aber auch Wind und Wetter und damit der schnellen Vergänglichkeit ausgesetzt. Dank Gersaint selbst kennt man die Umstände, unter denen Das Ladenschild gemalt wurde, besonders gut:
„Nach seiner Rückkehr nach Paris […] kam er (Watteau) zu mir, um mich zu fragen, ob ich ihn bei mir aufnehmen und ihm erlauben wollte, ein Gemälde zu machen, das ich draußen aufhängen könnte, um seine Finger aufzuwärmen, das sind seine eigenen Worte; ich hatte Bedenken, ihm zuzusagen, da ich ihn viel lieber mit etwas Soliderem beschäftigen wollte; aber als ich sah, daß [sic] ihm das Freude machen würde, stimmte ich zu. Der Erfolg des Gemäldes ist bekannt; das Ganze war nach dem Leben gemacht; die Posen waren so wahrheitsgetreu und so natürlich…“

## Das Gemälde
Das Ladenschild zeigt das Innere einer Pariser Kunsthandlung, welche von der Straße aus gesehen wird und voller Kunden ist. Das Bild ist in einem bräunlichen Grundton komponiert, wobei die beiden Frauengestalten die Farb-Akzente setzen.
Es wird eine Alltagsszene mit zwölf Personen dargestellt. Die Personengruppen im Geschäft sind friesartig nebeneinander angeordnet. Sie können von links nach rechts gelesen werden, denn dabei entwickeln sie nach Aussage des deutschen Kunsthistorikers Helmut Börsch-Supan einen Gedanken des Malers, der sich im Laufe der Bildbeschreibung zeigt.
Den Anfang macht die Szene mit dem Bildnis Ludwig XIV., das in eine Transportkiste gepackt wird, die mit dem davor liegenden Stroh ausgepolstert werden soll. Ein Ladendiener, der im Begriff ist das Bild in die Kiste zu legen, sowie ein zweiter, der einen Spiegel vorbeiträgt und ein Lastträger, der darauf wartet, die Kiste auf sein Tragegestell laden zu können, schauen auf das Königsbild hinab.
Die Replik von Rigauds berühmtem Paradeporträt als Bruststück spielt auf den Namen des Ladens an, den Gersaint 1718 übernommen hatte: „Au Grand Monarque“.
Rechts neben dieser Szene betritt ein Paar den Laden. Die vom Rücken her gesehene Dame im rosa Gewand verharrt im Schreiten um einen Blick auf das „Verpacken des Königs“ zu werfen. Ihr Begleiter geleitet sie mit einer Geste in das Innere der Kunsthandlung. Den Hintergrund des Paares bilden zwei schmale Hochformate. Links sind Venus und Amor dargestellt. Über den beiden schmalen Bildern hängt die Darstellung der ovidischen Geschichte von Pan, der die Nymphe Syrinx verfolgt.
Durch die rechts neben dem Paar zu sehende Flügeltür, welche halb geöffnet ist, eröffnet sich ein weiterer Raum und gibt dem Gesamtbild Tiefe.
Es folgen nun ein älteres Ehepaar, die ein großes ovales Bild mit badenden Frauen betrachten, bei dem es sich eventuell um Diana entdeckt die Schwangerschaft der Callisto handeln könnte. Der Mann kniet, um die weiblichen Akte besser studieren zu können, während die dunkel gekleidete Frau das Laub eines Baumes betrachtet. Diese hält einen Lorgnon, eine Lesehilfe, in der Hand, um das Bild besser betrachten zu können.
Neben dem Bild mit den Nymphen steht der Kunsthändler, der es mit seiner Rechten hält und mit seiner Linken in einer erklärenden Geste auf das Bild weist.
Schließlich folgt eine Gruppe von einer eleganten Frau, zwei Männern und einer Verkäuferin. Die sitzende Dame in dem gestreiften Seidenkleid mit schwarzem Umhang hat den Kopf ins Profil gelegt und bildet das Gegenstück zu der Rückenfigur im rosa Kleid. Alle drei schauen in den von der Verkäuferin offerierten Spiegel.
Vorne rechts im Bild schließt der Hund die Komposition ab.

## Das Format
Das Ladenschild stellt sich heute in der Form eines Gemäldes dar, das senkrecht in zwei Teile zerschnitten worden war (im 18. Jahrhundert wurden die beiden Teile sogar getrennt voneinander gerahmt). Das ursprüngliche Format des Gemäldes war 3,55 m breit, heute sind es noch 3,06 m. Aus einem Bild sollten zwei rechteckige Formate gemacht werden. Da beide Bilder gleich groß sein sollten, eine Teilung aber nur zwischen den beiden Hauptgruppen möglich war, wurde rechts ein etwa 30 cm breiter Streifen abgeschnitten, von dem ein Teil bei der Anstückung oben rechts wieder verwendet wurde, so dass es um 11 cm vergrößert erscheint. Das Gemälde hatte ursprünglich eine oben abgerundete Form, wie man mit bloßem Auge feststellen und auf dem Gemälde von Hubert Robert im Louvre überprüfen kann, das den Abriss der Häuser auf dem Pont Notre-Dame 1786 darstellt. Das Gemälde war in einer starken Schrägstellung unter dem Vordach des Ladens und oberhalb des Schaufensters ausgestellt. Wann und von wem es beschnitten wurde, ist unklar, aber Untersuchungen haben ergeben, dass die Veränderung sehr bald nach Ausführung des Werkes vorgenommen wurde. Jean-Baptiste Pater, Watteaus Schüler, soll dafür verantwortlich sein, und möglicherweise malte er auch das Strohbündel im Vordergrund links, an dessen Stelle sich ursprünglich eine mit Stroh beladene Karre befand. Auf jeden Fall scheint sicher zu sein, dass Watteau sein Werk auf zwei getrennte Leinwände malte, wobei die beiden Teile der Flügeltür die Trennungslinie der Komposition darstellten. Röntgenaufnahmen des Louvre zeigen noch die Säbelhiebe auf der rechten Seite, unter denen das Gemälde 1760 zu leiden hatte, als es schon im Schloss Charlottenburg war.

## Der Weg ins Schloss Charlottenburg
Nachdem das Bild nur 14 Tage über Gersaints Ladentür gehangen hatte und es „die Blicke der Passanten auf sich zog[…]; und selbst die geschicktesten Maler mehrmals kamen, um es zu bewundern“ – wie Gersaint berichtet – kaufte es Claude Glucq (1674–1748), Mitglied im Parlementsrat, und rettete es so vor dem wetterbedingten Untergang. Die Umwandlung von einer Ladenreklame mit korbbogigem oberen Abschluss zu einem Galeriestück war mit einer Veränderung des Formates, mit Vergrößerung und zugleich Verkleinerung verbunden. Glucq verkaufte es danach seinem Vetter Jean de Jullienne (1686–1766), der das Ladenschild bis 1732 besaß, als es von Pierre Aveline gestochen wurde. Um 1744 wurde es von Friedrich dem Großen durch die Vermittlung von Friedrich Rudolph Graf von Rothenburg (1710–1751), einem der engsten Vertrauten des Königs, erworben. Alvin Beaumont veröffentlichte eine Anmerkung von Seidel, nach der die „beiden Pendants“ für 8000 Livres erworben worden seien, was Rothenburg, sowie auch Friedrich dem Großen „exorbitant“ erschienen. Das Bild fand seinen Platz im Konzertzimmer hinter der Goldenen Galerie im Schloss Charlottenburg in Berlin. 1874 – 1900 befand sich das Gemälde „dans le chambre d’Elisabeth, Salon rouge“ im Berliner Stadtschloss. Heute hängt es wieder an seinem ursprünglichen Ort im Konzertzimmer im Schloss Charlottenburg.